# Quest for Love
Quest for Love (În căutarea dragostei sau O simplă întâmplare) este un film britanic dramatic romantic științifico-fantastic din 1971, regizat de Ralph Thomas și cu Joan Collins⁠(d), Tom Bell⁠(d) și Denholm Elliott în rolurile principale. Este bazat pe povestirea din 1954 „O simplă întâmplare” de John Wyndham.

## Rezumat
Un fizician, Colin Trafford, organizează o demonstrație a unui accelerator de particule pentru mai mulți oameni, inclusiv Sir Henry Larnstein și prietenul de multă vreme al lui Trafford, Tom Lewis. Demonstrația merge prost și Trafford, cu aceleași amintiri, ajunge într-un univers paralel cu diferențe semnificative față de al nostru: John F. Kennedy este secretar general al unei Ligi a Națiunilor încă existentă, Leslie Howard nu a murit în Al Doilea Război Mondial pentru că nu s-a întâmplat niciodată și nimeni nu a reușit vreodată să urce pe vârful Muntelui Everest. De asemenea, Trafford descoperă că este un autor celebru, un alcoolic și un afemeiat cu o soție frumoasă, Ottilie. Trafford se îndrăgostește instantaneu de Ottilie, în timp ce sinele lui paralel i-a fost constant infidel și ea este pe punctul de a divorța de el.
Cu ajutorul lui Sir Henry și dovezile fizice ale absenței unei cicatrici din copilărie, Ottilie acceptă că acest „nou” Trafford nu este același bărbat de care se îndrăgostise și se căsătorise inițial. Cuplul se îndrăgostește din nou, dar Trafford descoperă apoi că Ottilie are o afecțiune cardiacă terminală care este incurabilă în această lume. Foarte curând ea moare în brațele lui Trafford. În acel moment își recapătă cunoștința într-un pat de spital în realitatea sa originală, la trei săptămâni după accident. El se hotărăște să urmărească alter ego-ul lui Ottilie și o găsește tocmai la timp pentru a o duce la spital și pentru a trata boala ei. Pe măsură ce își revine, Trafford merge s-o viziteze cu un buchet cu  florile ei preferate și se prezintă.

## Distribuție
- Joan Collins⁠(d) – Ottilie / Tracy Fletcher
- Tom Bell – Colin Trafford
- Denholm Elliott – Tom Lewis
- Laurence Naismith – Sir Henry Larnstein
- Lyn Ashley – Jennifer
- Juliet Harmer – Geraldine Lambert
- Neil McCallum – Jimmy
- Geraldine Gardner – Sylvia
- Jeremy Child - Dougie Raynes
- Ray McAnally – Jack Kahn
- Dudley Foster – Grimshaw
- Geraldine Moffat – Stella
- Simon Ward – Jeremy
- David Weston – Johnny Prescott
- Drewe Henley – Man
- Edward Cast – Jenkins
- John Hallam – Jonathan Keene
- Angus MacKay – Dr Rankin
- Bernard Horsfall – Telford
- Philip Stone – Mason
- Sam Kydd – Șofer de taxi

## Producție
Joan Collins a semnat în noiembrie 1970 pentru a juca în acest film. Filmul se numea inițial Quest. 

## Recepție critică
TV Guide a numit filmul „o poveste științifico-fantastică neobișnuită care nu funcționează în întregime, dar stârnește interes... Povestea devine complicată, dar regia jonglează cu lumi separate fără mari probleme. Interpretarea lui Bell face ca acest proiect să funcționeze. El este credibil și serios și arată acest lucru cu o claritate călăuzitoare"; Time Out, cu toate acestea, a considerat filmul un „romantism științifico-fantastic pueril";  în timp ce DVD Talk⁠(d) a scris că „o dragoste surprinzător de eficientă, în cel mai simplu cadru SF... reușește în mare parte datorită interpretărilor credibile a celor doi actori. Bell are o notă bună de la începutul filmului, fără să exagereze niciodată... Collins, pe care prea mulți oameni o cunosc doar din Dinastia de la TV, este pur și simplu minunată aici, creând un personaj cu dimensiuni complete.” 

## Moștenire
Joan Collins a spus mai târziu că, din întreaga sa carieră, a fost cea mai mândră de interpretările ei din serialul TV Dynasty și de filmele Decadența (1994) și Quest for Love.